# Viação São Luiz
A Viação São Luiz é uma empresa brasileira de transporte rodoviário e urbano de passageiros, cargas e fretamento. Foi fundada em 10 de maio de 1972 pelos irmãos Eugênio Possari e Ledovino Possari no município de Três Lagoas, estado do Mato Grosso do Sul, onde mantém sua sede atual.
A empresa é uma das pioneiras no transporte interestadual da região Centro-Oeste do Brasil, detendo diversos itinerários interligando vários pontos da região, sendo a primeira e única empresa sediada no Centro-Oeste que atende todas as capitais da região: Brasília, Campo Grande, Cuiabá e Goiânia. Ela atende também parte da região Sudeste (São Paulo e Minas Gerais).
Com o passar dos anos a empresa expandiu sua área de atendimento chegando a outros estados do Brasil e atendendo dezenas de cidades nos estados do sudeste e centro-oeste do Brasil e hoje a Viação São Luiz possui 122 ônibus que atendem 148 localidades nos estados do Mato Grosso, Mato Grosso do Sul, Goiás, São Paulo, Minas Gerais e o Distrito Federal.

## História
A Viação São Luiz foi fundada em 10 de maio de 1972 na cidade de Três Lagoas pelos irmãos Eugênio Possari e Ledovino Possari (o Bino). A primeira linha da empresa era intermunicipal e ia de Três Lagoas a Cuiabá (ambas então no Mato Grosso Uno), com percurso de 1.130 km em estrada não pavimentada, cuja duração da viagem chegava há 26 horas. Esta linha atendia oito cidades intermediárias em 02 dias por semana: na 2ª e na 6ª feira.
Seu crescimento deu-se inicialmente pelo desenvolvimento sócio-econômico da região Centro-Oeste, onde tornou uma empresa pioneira e tradicional no ramo de transporte de passageiros. Com a divisão do Estado de Mato Grosso, isso ficou mais evidente. Em 1976 a São Luiz já atuava interligando 34 cidades com uma frota composta por 46 carros.
O ano de 1978 foi um marco importante para a empresa. Neste ano a São Luiz participou de licitação pública no Rio de Janeiro concorrendo com várias empresas de renome no ramo de transporte rodoviário. Ela saiu do auditório do DNER com a concessão da linha Campo Grande à Goiânia, sendo ambas cidades importantes no contexto sócio-econômico da região e assim passaram a fazer parte da malha coberta pela São Luiz a partir de então, aumentando significativamente a área de atuação da empresa.
Em 2000 o grupo lançou a São Luiz Viagens, divisão destinada ao serviço de turismo aliada a prestação de serviços aos usuários que utilizam os ônibus da empresa em suas linhas, associou a prestação de serviços de cargas e encomendas através da São Luiz Encomendas e Cargas Ltda, com isso ganhando a preferência dos segmentos que utilizam este serviço. 
Em 2004 a empresa se informatizou completamente interligando as suas garagens (Três Lagoas, Campo Grande, Cassilândia, Brasília, Goiânia, Mineiros, Cuiabá, Rondonópolis, São José do Rio Preto, Araçatuba e Uberlândia). Passou a ter maior controle em seus processos administrativos e operacionais e interligou de seus pontos de venda (aproximadamente 200 pontos), através de sistema on-line de vendas.

### Decadência
A partir de 2010 a empresa começa uma trajetória de deterioração da sua situação financeira, sendo que a partir daí a empresa deixa de honrar seus compromissos de pagar seus funcionários. Em 2017 tenta em vão enxugar sua estrutura, mas as dívidas seguem grandes.
Atualmente são os ônibus da Expresso Itamarati que estão fazendo a linha entre Aparecida do Taboado a Campo Grande. Foi acertada uma parceria entre a Viação São Luiz, a Itamarati e a Viação Andorinha. Os ônibus da Itamarati farão o percurso dentro do Estado de Mato Grosso do Sul e os da Andorinha vão atuar nas linhas interestaduais. Apenas os ônibus foram cedidos pelas empresas Viação Andorinha e Expresso Itamarati, os motoristas serão da Viação São Luiz e os serviços de venda e compra de passagens continuarão como sempre foram. Num total, 15 ônibus da Itamarati e 8 da Andorinha passarão a ocupar as linhas concedidas a Viação São Luiz.

## Atendimento
A Viação São Luiz faz parte do Grupo São Luiz, sediado na cidade de Três Lagoas, em Mato Grosso do Sul desde a sua fundação, em 1972. Além da matriz, a São Luiz tem mais oito filiais: Campo Grande e Cassilândia (em Mato Grosso do Sul), Cuiabá e Rondonópolis (em Mato Grosso), Goiânia e Mineiros (em Goiás), São José do Rio Preto e Araçatuba (em São Paulo), além de importantes pontos de venda de passagens tais como Brasília (Distrito Federal) e Uberlândia (Minas Gerais).
A empresa atua no setor de transporte de passageiros, encomendas e cargas, transporte de fretamento e turismo. Além do transporte intermunicipal e interestadual, a São Luiz Transporte de Passageiros atua no perímetro urbano de grandes centros e no atendimento de grandes empresas e fábricas instaladas no Centro-Oeste brasileiro, com destaque para a cidade de Três Lagoas, principal área de atuação da empresa. Há também a São Luiz Viagens, divisão destinada ao serviço de turismo.
Além de transporte de passageiros, o Grupo São Luiz é composto também pela São Luiz Encomendas e Cargas (SLEX), empresa responsável pela logística e transporte de mercadorias nos estados do Centro-Oeste e Sudeste.

### Compra de passagem
Segundo informações disponíveis no site da empresa, a venda de passagem pela internet é feita através dos sites da própria empresa e no Netviagens. O usuário deverá informar a cidade de origem, cidade de destino e a data da viagem. A partir dai os sites mostrarão as opções disponíveis para a compra.
Você não vai imprimir a passagem em si, e sim um comprovante de compra, onde estará todas as informações relativos a passagem comprada. Depois é necessário ir até o guichê na rodoviária para efetuar a troca e assim pegar a passagem que será usada no dia da viagem.

### Cobertura
Presente em  148 destinos de 5 estados brasileiros e do Distrito Federal, a Viação São Luiz atende linhas de grandes distâncias.

#### Linhas
Com um total de 20 linhas interestaduais e 27 linhas intermunicipais, a empresa opera várias linhas de longa distância em quase todo o país, sendo a maior delas a que liga o município de Cáceres, em Mato Grosso, a Araçatuba, em São Paulo, de quase 1.500 quilômetros. Abaixo as linhas da empresa e algumas cidades a qual elas atendem:

## Frota e veículos
Segundo o site ViaCircular, a frota atual da Viação São Luiz é composta por 122 ônibus exclusivamente das fabricante de carrocerias:
- Marcopolo: Ideale 770, Viaggio G7 e Paradiso G6 e G7, além dos urbanos Marcopolo Viale e Torino G6.

Os chassis que equipam a frota da empresa são Scania (80% da frota) e Mercedes-Benz (20%). Nas linhas interestaduais são operados ônibus com chassis dos modelos K380 6x2 (44 e 46 lugares), K310 4x2 (46 lugares), além disso o fretamento e algumas linhas curtas é operado por veículos de chassi Mercedes-Benz.